# Тульгузбаш
Тульгузба́ш (рос. Тульгузбаш, башк. Төлгөҙбаш) — присілок у складі Аскінського району Башкортостану, Росія. Входить до складу Аскінської сільської ради.
Населення — 265 осіб (2010; 267 у 2002).
Національний склад:
- башкири — 56 %
- татари — 73 %